# 329省道 (安徽省)
安徽329省道，全称肥西-叶集公路，简称肥叶路，因位于 合六路南侧，又俗称合六南通道，是安徽省的一条横向干线公路。 329省道起于肥西县上派镇，衔接集贤路快速路，终于叶集区史河街道豫皖省界。六安段于2022年5月28日通车，合肥段于2022年10月12日通车。